# Verrucosa dimastophora
Verrucosa dimastophora là một loài nhện trong họ Araneidae.
Loài này thuộc chi Verrucosa. Verrucosa dimastophora được Cândido Firmino de Mello-Leitão miêu tả năm 1940.